# Toyota Prius+

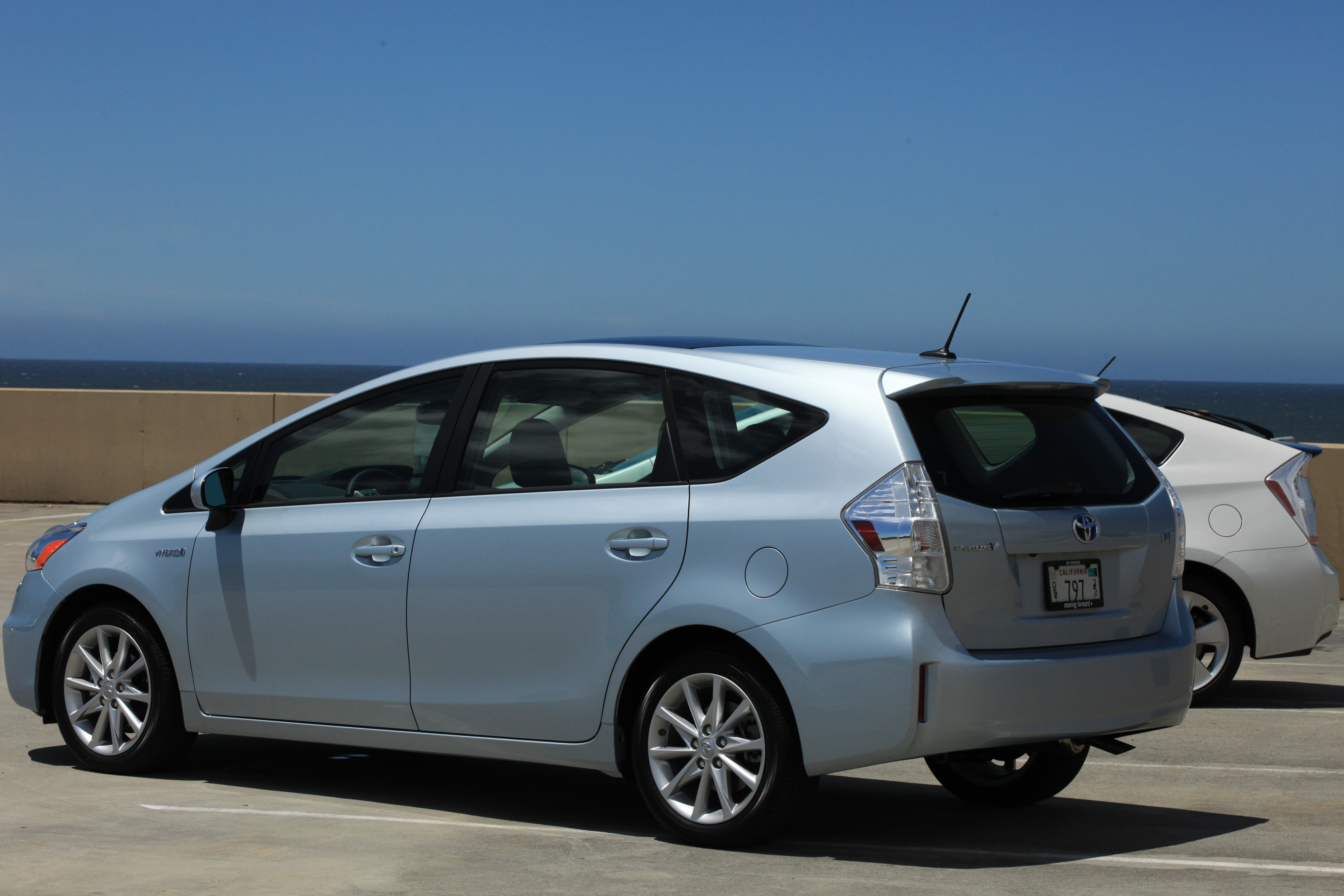
Toyota Prius i Toyota Prius+ - tył

Toyota Prius+ – samochód osobowy firmy Toyota, którego światowa premiera odbyła się podczas North American International Auto Show w 2011 roku. Samochód tylko w Europie nazywa się Prius+ (z wyjątkiem Belgii, tam auto nazywa się Grand Prius+, i Holandii, tam Prius Wagon). W Japonii nazywa się Prius α, natomiast w Ameryce Północnej model nosi nazwę Prius v. Litera v w nazwie pochodzi od angielskiego słowa versatility, oznaczającego wszechstronność. Prius+ jest pierwszym 7-miejscowym samochodem o napędzie hybrydowym. Trudno ocenić, czy samochód jest minivanem, czy kombi. Na japońskim rynku elektryczny silnik auta może być zasilany dwoma typami baterii - niklowo-metalowo-wodorkowymi lub litowo-jonowymi. Prius+ z bateriami litowo jonowymi jest jednak sporo droższy od odpowiednika z bateriami niklowo-metalowo-wodorkowymi.

## Specyfikacja
Prius+ został zaprojektowany pod europejskie gusta. Samochód ma dość mały współczynnik oporu powietrza wynoszący 0,29. Nadwozie auta jest opływowe. Linia dachowa przypomina tą z wersji liftback Priusa. Samochód od zwykłego Priusa odróżnia cały przód, który został zaprojektowany tak, aby odpór powietrza był jak najmniejszy. Opływowość Priusa+ podkreśla specjalnie zaprojektowany spoiler, który zwiększa aerodynamikę całej konstrukcji.

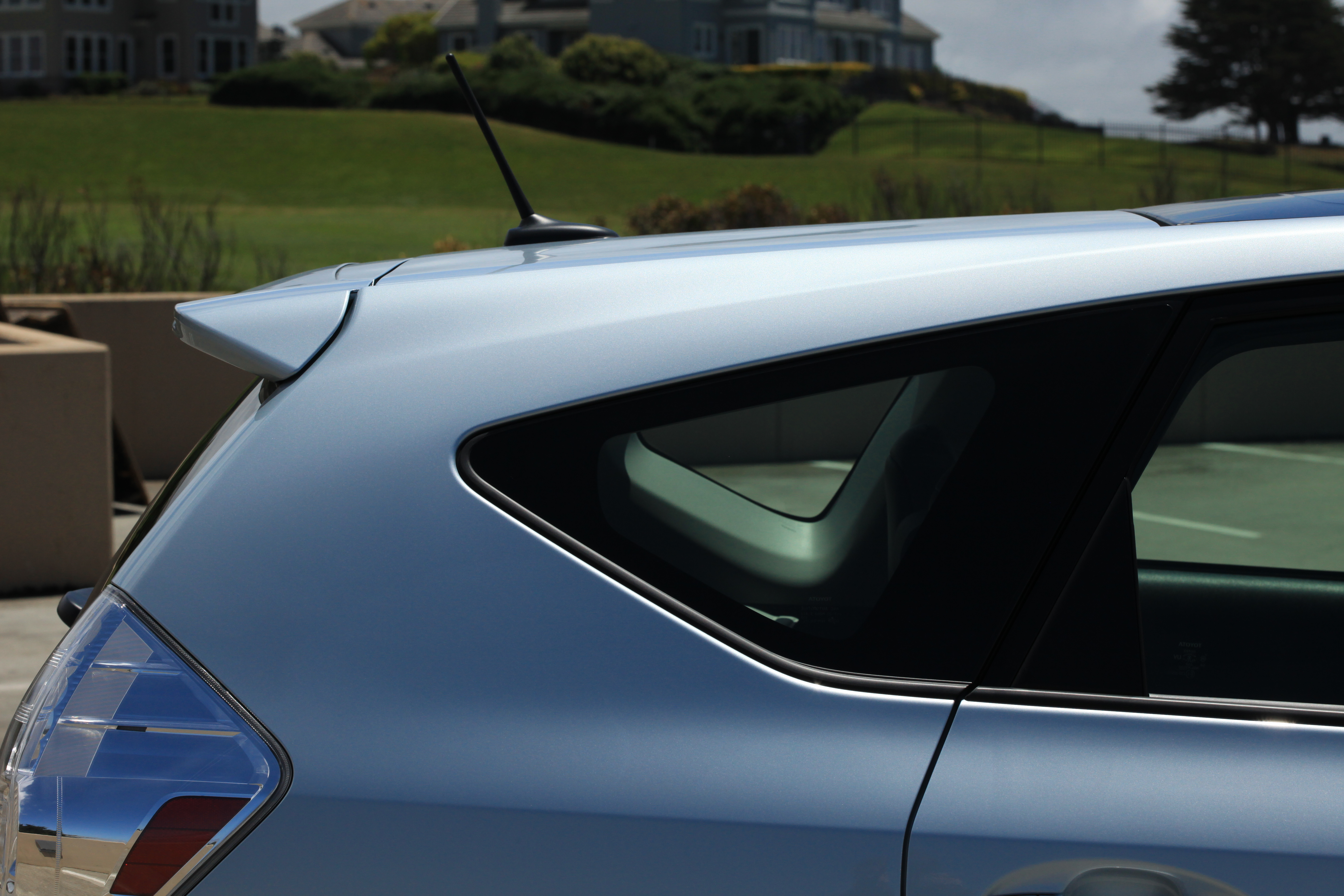
Toyota Prius+ - bok

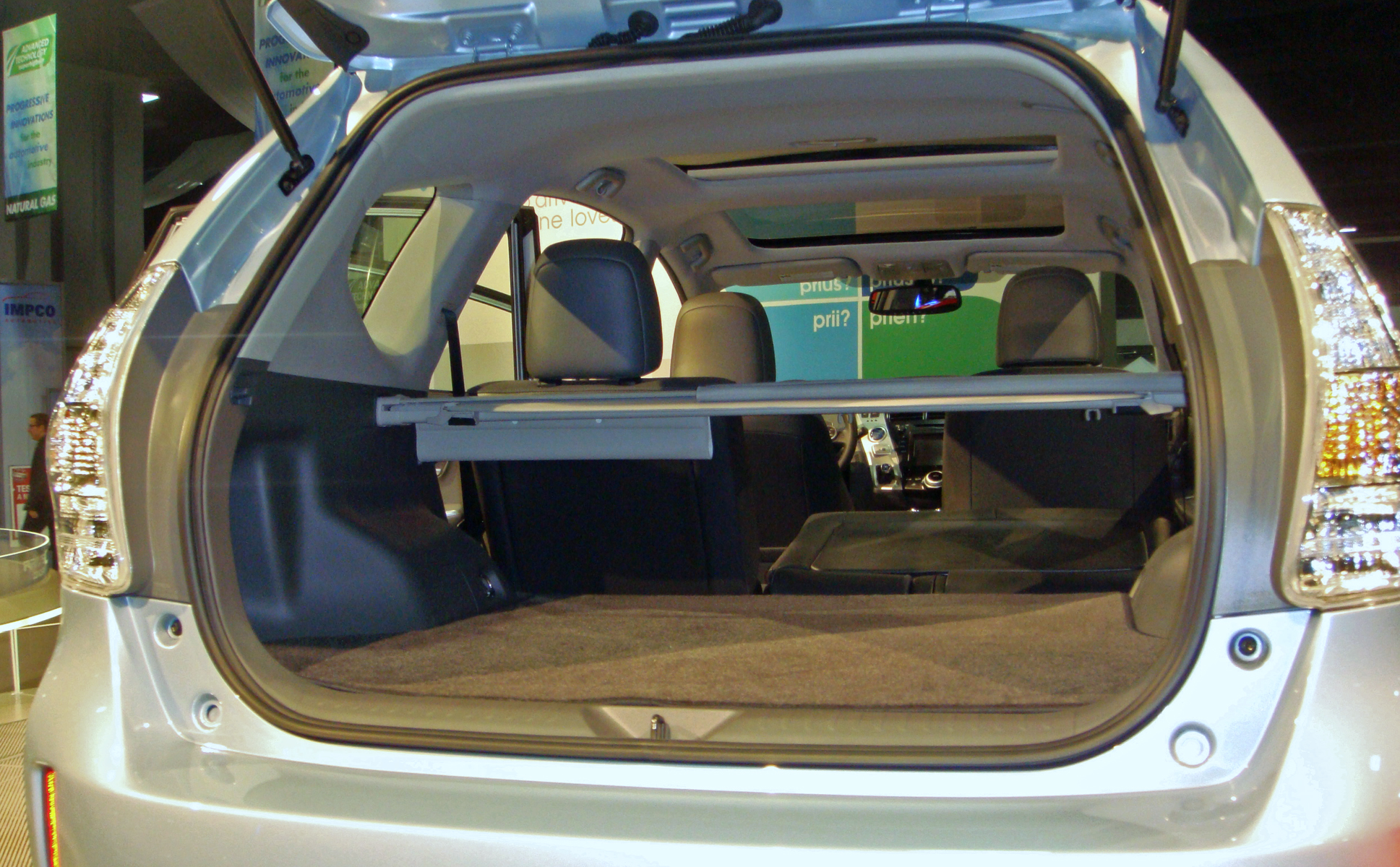
Toyota Prius+ - bagażnik

Przestrzeń ładunkowa Priusa+ jest o 50% większa niż w odmianie liftback. Bagażnik jest dłuższy o 13 cm i szerszy o 2,5 cm, co daje aż 970 litrów pojemności. Odległość fotela przedniego od tylnego wynosi 97 cm. Samochód jest wyższy, co daje więcej miejsca na głowę.
Prius+ ma wiele takich samych funkcji, jak zwykły Prius. Są to m.in. 4 tryby jazdy, inteligentny kluczyk i przycisk zapłonu, system HAC, kamerę cofania. Na liście opcji znajdują się energooszczędne diodowe reflektory, tempomat z ACC oraz asystent parkowania. Samochód korzysta z systemu multimedialnego Toyoty Toyota Touch 2, a panoramiczny dach jest wykonany z lekkiej żywicy. Dzięki temu jest on lżejszy o 40% od szklanego dachu tej samej wielkości.

### Układ napędowy
Samochód jest napędzany silnikiem benzynowym, czterorzędowym 1.8. Jest on oparty na cyklu Atkinsona. Ten sam silnik jest wykorzystywany w Priusie w wersji liftback. Oprócz spalinowego silnika, także elektryczny pochodzi z Priusa. Jest to 201V silnik zasilany bateriami niklowo-metalowo-wodorkowymi.

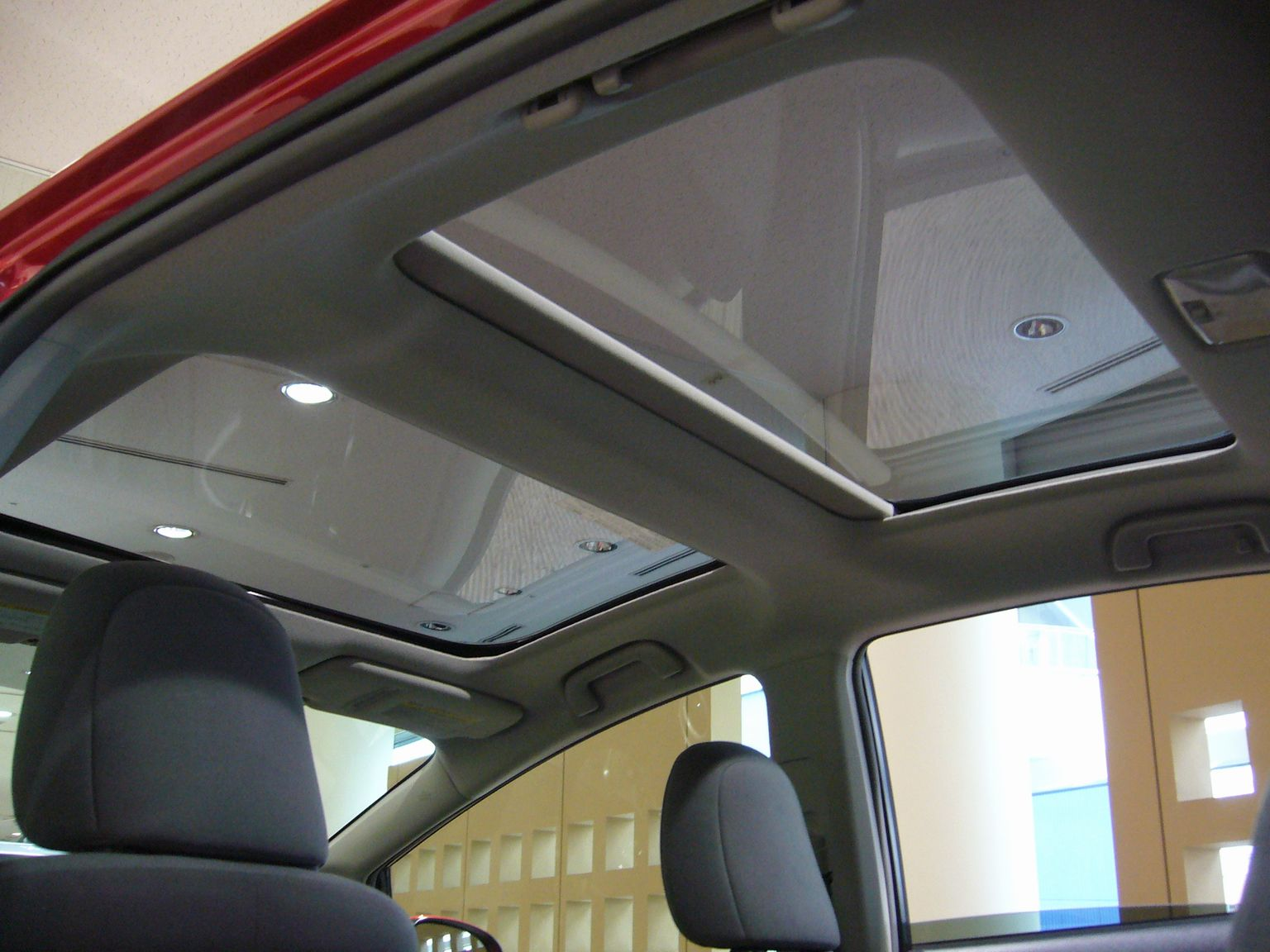
Toyota Prius+ - wnętrze panoramicznego dachu

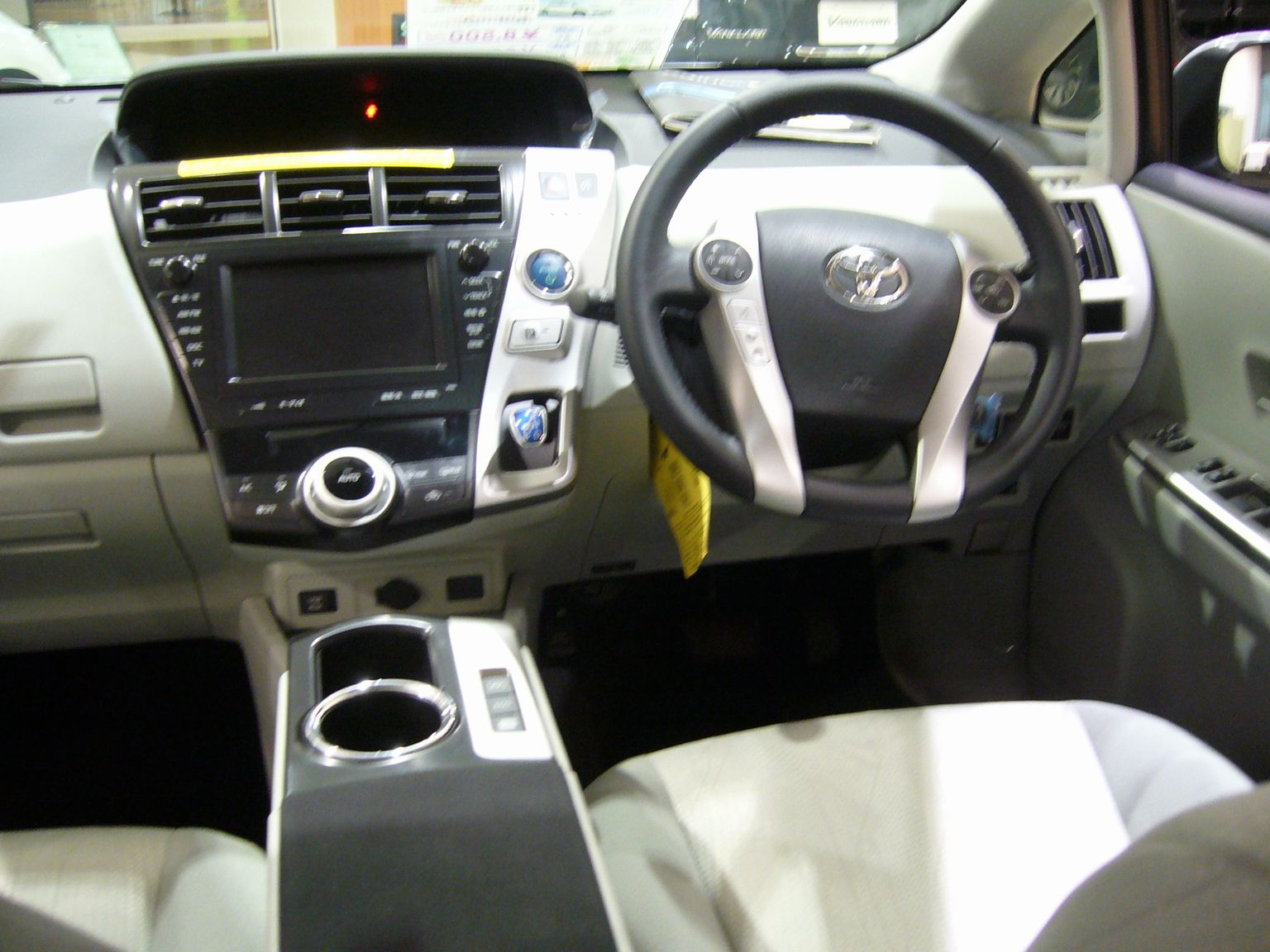
Toyota Prius+ - wnętrze

Toyota wprowadziła w Priusie+ (podobnie jak w Priusie) system zapobiegający drganiom na nierównej drodze. Znacznie poprawia on komfort jazdy na wyboistych trasach. Poprawia także kontrolę kierowcy nad autem. Samochód korzysta z wielu rozwiązań znanych z liftbacka. Oczywiście zostały nieco przeprojektowane i dostosowane do wielkości auta, w celu poprawy komfortu jazdy.
Czas rozgrzewania silnika, jak i wnętrza znacznie się zmniejszył poprzez zastosowanie nowatorskich rozwiązań konstrukcyjnych oraz zastosowaniu nowszej generacji płynów chodzących, a także dzięki recyrkulacji ciepła ze spalin.

### Bezpieczeństwo
Samochód został wyposażony w czujniki, które po wykryciu pieszego włączają dźwięk ostrzegawczy. Głośniki zamontowane na zewnątrz pojazdu wydają dźwięk automatycznie do prędkości 24 km/h. Jest to konieczne, dlatego że niewidomy pieszy nie wiedziałby, iż zbliża się do niego samochód - elektryczny silnik nie wydaje charakterystycznych dla motorów spalinowych dźwięków, przez co można nie usłyszeć jadącego auta.

## Zużycie paliwa i emisja spalin
Toyota szacuje zużycie paliwa przez Priusa+ w mieście na 5,3 l/100 km, w trasie na 5,9 l/100 km. Średnie spalanie wynosi 5,6 l/100 km. Samochód będzie emitować 66% mniej zanieczyszczeń tworzących smog niż normalne nowe auto.

## Rynki i ceny
Toyota rozpoczęła produkcję drugiego członka rodziny Prius w trzech wersjach dla różnych części świata. Prius+ - tak auto nazywa się w Europie. Jest to 7-miejscowy minivan. Prius α sprzedawany w Japonii jest bazą sprzedawanego w Ameryce Północnej 5-miejscowego Priusa v.

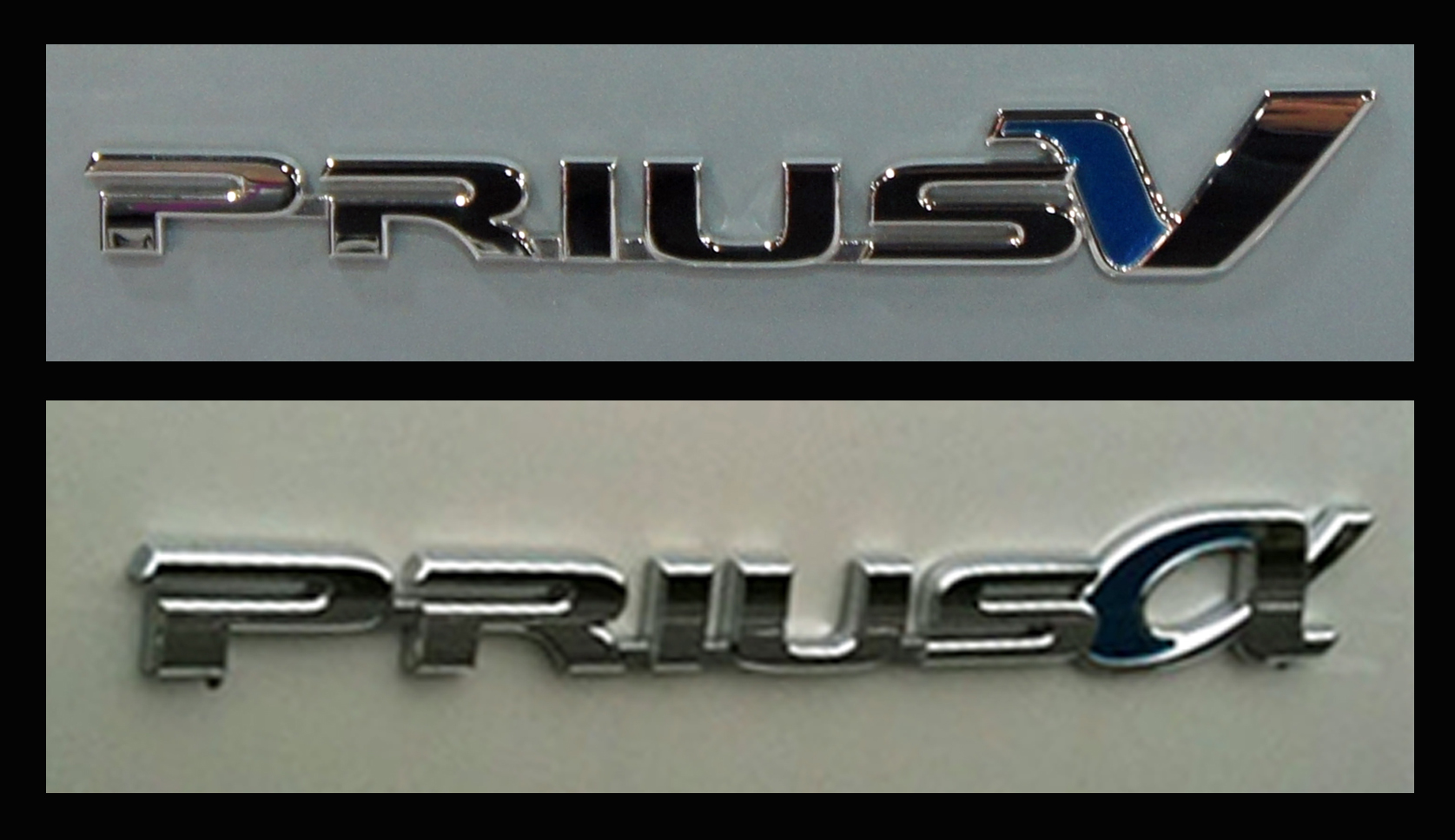
Logo Priusa v i Priusa α

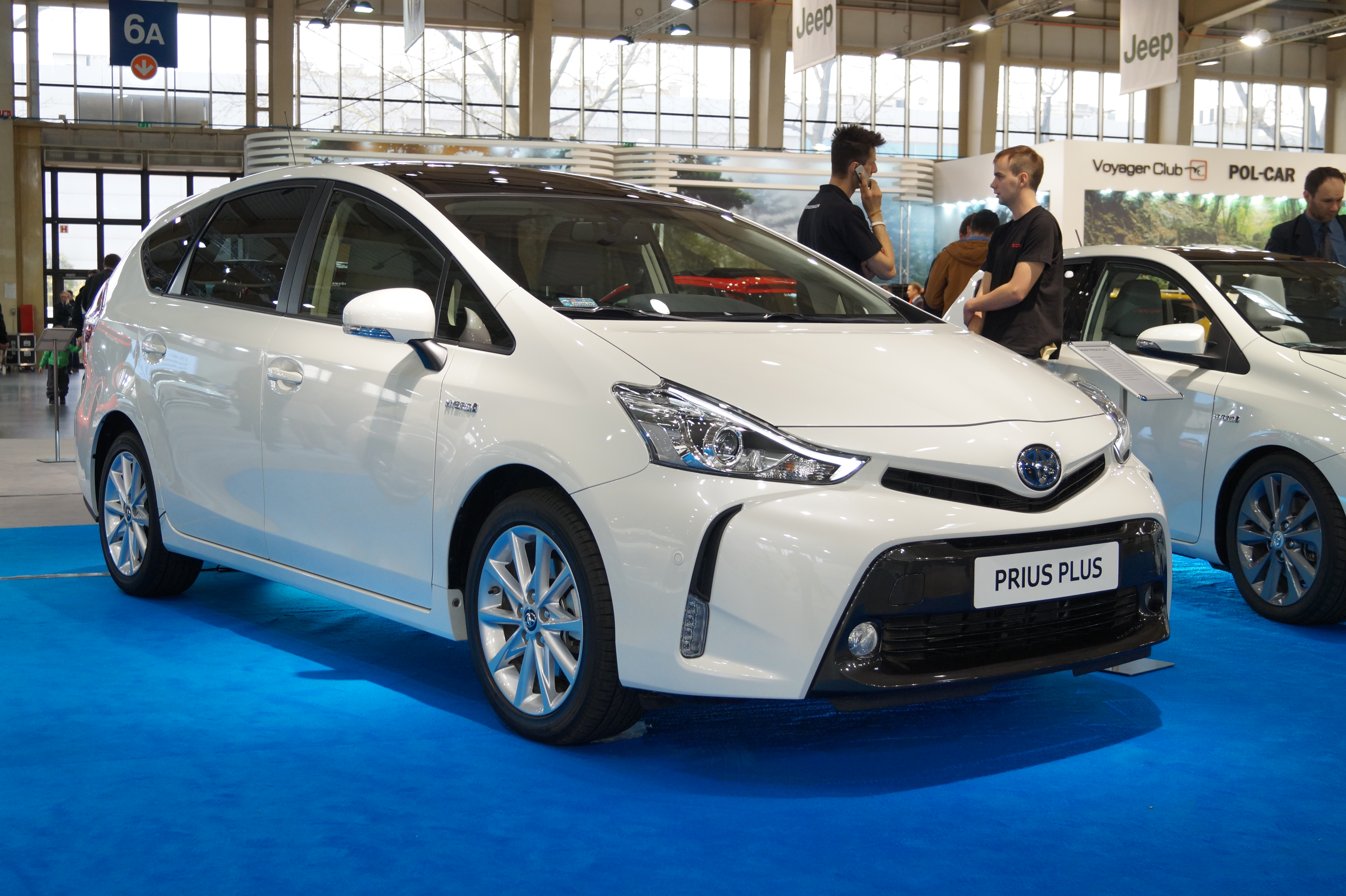
Toyota Prius+ po faceliftingu

### Japonia
Dokładnie 13 maja 2011 roku w Japonii rozpoczęła się sprzedaż Priusa α. Planowana sprzedaż modelu w tym kraju to aż 3000 sztuk miesięcznie. Prius α występuje w Japonii w dwóch wersjach: 5 i 7-miejscowej. 5-miejscowa jest wyposażona w akumulator niklowo-metalowo-wodorkowy, a większa odmiana - w litowo-jonowy. Toyota jeszcze przed rozpoczęciem sprzedaży otrzymała 25 000 zamówień na nowe auto. Dostawa została opóźniona przez trzęsienie ziemi, które wystąpiło w 2011 roku i spowodowało falę tsunami.
Pięciomiejscowy Prius+ kosztuje w Japonii 2 350 000¥, czyli ok. 29 000 dolarów amerykańskich, a siedmiomiejscowy - 3 000 000¥ (tj. 37 000$).

### Ameryka Płn.
Prius v pojawił się w Ameryce Północnej w październiku 2011 roku. Jest on tam sprzedawany z niklowo-metalowo-wodorkowymi akumulatorami, podobnymi do stosowanych w Priusie liftback. Samochód występuje tylko w wersji z dwoma rzędami siedzeń - pomieści on 5 osób. Toyota planuje sprzedaż w USA, która wyniesie 15-20% sprzedaży zwykłej odmiany modelu, czyli 30 000 sztuk rocznie. Jednak już w samym listopadzie sprzedano prawie 3500 Priusów v.
Ceny Priusa v rozpoczynają się od 26 400$ + 760$ za dostawę. Samochód jest dostępny w 3 konfiguracjach - podstawowej Prius v 2, średniej klasy Prius v 3 (27 165$) i luksusowej Prius v 5 (29 990$). Prius v 3 jest dodatkowo wyposażony w nawigację i system multimedialny Toyota Entune. Najbogatsza wersja ma podgrzewane fotele, kluczyk Smart Key, 17 calowe felgi aluminiowe oraz diodowe światła. Prius v 5 jest wyposażony w Bluetooth oraz port USB.

### Europa
Sprzedaż modelu Prius+ w Europie ruszyła w czerwcu 2012 roku. Samochód oferowany jest w wersji z akumulatorem litowo-jonowym i trzema rzędami siedzeń, mieszczącymi łącznie siedem osób. Do grudnia 2013 roku w regionie sprzedano 21 700 egzemplarzy.

## Sprzedaż
Globalna sprzedaż Priusa+ (v, α) osiągnęła 498 tys. egzemplarzy we wrześniu 2014 roku. W Japonii sprzedano 350,2 tys., w Ameryce Północnej 116,8 tys., w Europie 27 tys.. Stanowi to 7,11% sprzedaży wszystkich modeli hybrydowych Toyoty, która wyniosła 7 mln we wrześniu 2014 roku.
Do końca stycznia 2017 roku globalna sprzedaż Priusa+ wyniosła 671,2 tys. samochodów.

## Nagrody

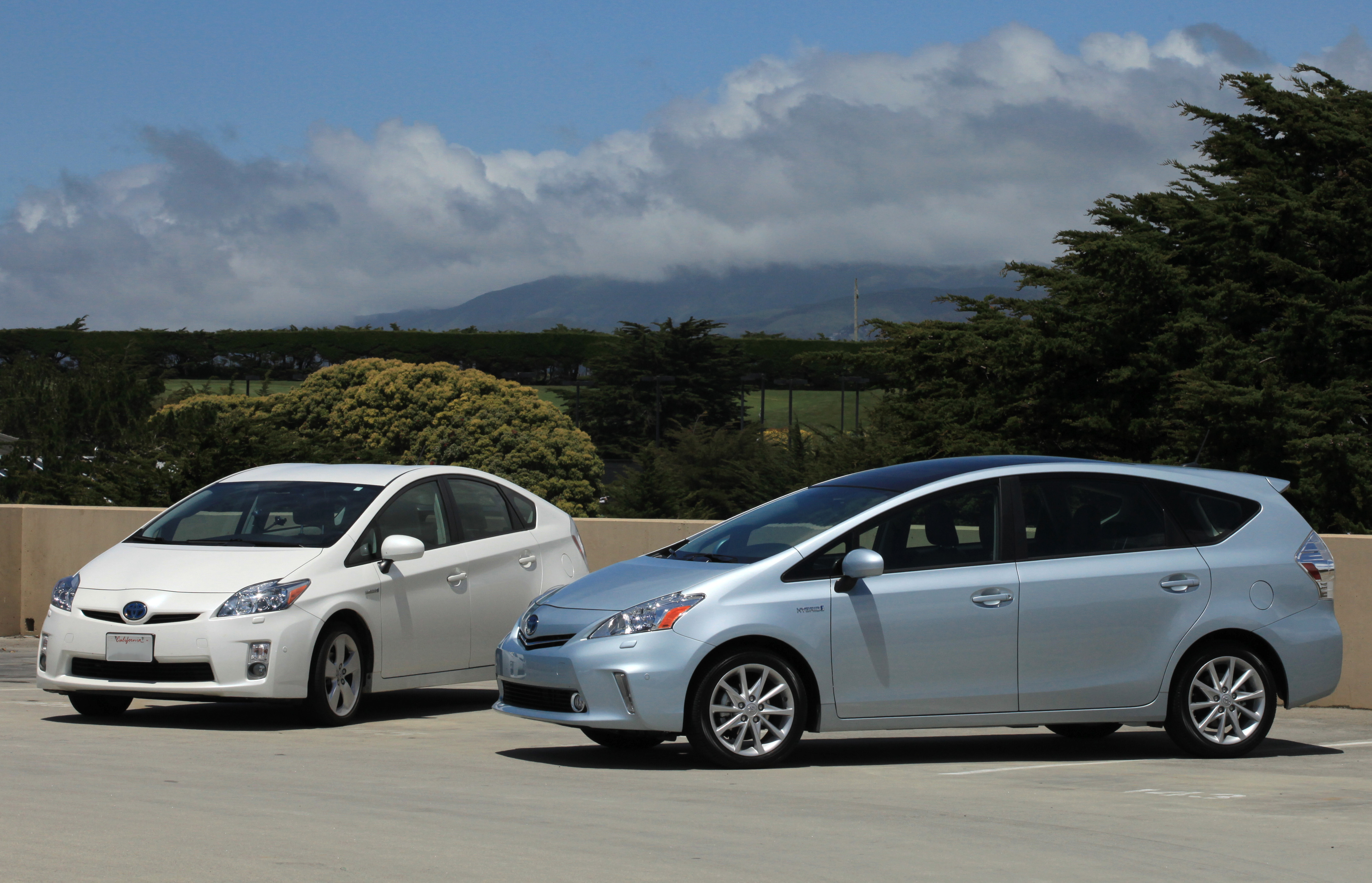
Toyota Prius i Toyota Prius+

- Prius v został wybrany "Zielonym Samochodem Roku" 2012
- Prius α razem z Toyotą Prius Plug-in został wyróżniony tytułem "Samochód Roku Japonii" 2012[12]
- Prius v został "Najlepszym Zielonym Samochodem, Który Można Kupić" 2012